# Beautiful Trauma
Beautiful Trauma é o sétimo álbum de estúdio da artista musical estadunidense Pink. O seu lançamento ocorreu em 13 de outubro de 2017, através da RCA Records. "What About Us" foi lançado como o primeiro single do disco em 10 de agosto de 2017.

## Antecedentes e desenvolvimento
Em junho de 2017, Pink confirmou que ela estava fazendo seu próximo álbum de estúdio e, mais tarde, insinuou um próximo lançamento em um tweet. Em 21 de julho de 2017, Pink compartilhou um vídeo do conjunto de um próximo vídeo, com o título: "Video #new #fyeah #itsallhappening". No dia seguinte, ela compartilhou uma versão animada da capa do single em suas redes sociais, revelando o título do single e a data de lançamento. No dia 9 de agosto de 2017 ela divulga nas suas redes sociais a capa oficial e data de lançamento do álbum.

## Lançamento e divulgação

### Singles
"What About Us" foi lançado como single carro-chefe do álbum em 10 de agosto de 2017. alcançando o número um na Austrália. Descrita como uma faixa pop e dance clube, a música recebeu críticas aclamadas por críticos de música, observando seus temas políticos como um destaque. Pink realizou a primeira performance da música no MTV Video Music Awards de 2017 em 27 de agosto, como parte de uma mistura de seus maiores sucessos. Em 6 de setembro, ela apresentou a música no The Ellen DeGeneres Show. O vídeo da faixa foi publicado na conta oficial da Vevo da cantora no dia 16 de ago de 2017.
Em outubro de 2017, foi anunciado que "Revenge", que tem a participação do rapper Eminem, seria o segundo single do álbum. No entanto, a faixa do título impactou a BBC Radio 1 em 10 de novembro de 2017 como o segundo single oficial do álbum. P!nk apresentou a faixa no American Music Awards em 19 de novembro. O video musical de "Beautiful Trauma" estreou em 21 de novembro e apresenta o ator Channing Tatum como par romântico de P!nk no vídeo.

### Singles promocionais
Em 28 de setembro de 2017, a faixa-título foi lançada como o primeiro single promocional do álbum, seguido de "Whatever You Want" como o segundo, em 5 de outubro de 2017. "Wild Hearts Can't Be Broken" foi lançada no dia 28 de janeiro de 2018. Seu  vídeo foi lançado um dia depois após a cantora ter apresentado a música na edição de 2018 do Grammy Awards. O vídeo filmado inteiramente em preto e branco, mostra a cantora olhando para a câmera, sem nada, além de um decapador branco transparente e um jeans oversized. Seu lançamento ocorreu durante os dias do escândalo de Harvey Weinstein e discussões subsequentes sobre a cultura de estupro e abuso sexual entre as mulheres.

## Lista de faixas
Listagem de trilhas adaptada da Amazon.com e iTunes Store.
| N.º            | Título                        | Compositor(es)                                                       | Produtor(es)              | Duração |  |
| 1.             | "Beautiful Trauma"            | Alecia Moore, Jack Antonoff                                          | Antonoff                  | 4:10    |  |
| 2.             | "Revenge" (com Eminem)        | Moore, Marshall Mathers, Max Martin, Shellback                       | Martin, Shellback         | 3:46    |  |
| 3.             | "Whatever You Want"           | Moore, Max Martin, Shellback                                         | Martin                    | 4:02    |  |
| 4.             | "What About Us"               | Moore, Johnny McDaid, Steve Mac                                      | Mac                       | 4:31    |  |
| 5.             | "But We Lost It"              | Moore, Greg Kurstin                                                  | Kurstin                   | 3:27    |  |
| 6.             | "Barbies"                     | Moore, Julia Michaels, Ross Golan, Jakob Jerkström, Ludvig Söderberg | The Struts                | 3:43    |  |
| 7.             | "Where We Go"                 | Moore, Kurstin                                                       | Kurstin                   | 4:27    |  |
| 8.             | "For Now"                     | Moore, Michaels, Mattias Larsson, Robin Fredriksson, Söderberg       | Mattman & Robin           | 3:36    |  |
| 9.             | "Secrets"                     | Moore, Martin, Shellback, Oscar Holter                               | Martin, Shellback, Holter | 3:30    |  |
| 10.            | "Better Life"                 | Moore, Antonoff, Sam Dew                                             | Antonoff                  | 3:20    |  |
| 11.            | "I Am Here"                   | Moore, Billy Mann, Christian Medice                                  | Mann, Medice              | 4:06    |  |
| 12.            | "Wild Hearts Can't Be Broken" | Moore, Michael Busbee                                                | busbee                    | 3:21    |  |
| 13.            | "You Get My Love"             | Moore, Tobias Jesso Jr.                                              | Jeso Jr., Pink            | 5:11    |  |
| Duração total: | Duração total:                | Duração total:                                                       | Duração total:            | 51:08   |  |

## Desempenho nas tabelas musicais
| Tabela musical (2017)                                  | Melhor posição |
| ------------------------------------------------------ | -------------- |
| Alemanha (Media Control Charts)                        | 2              |
| Austrália (ARIA Charts)                                | 1              |
| Áustria (Ö3 Austria Top 40)                            | 1              |
| Bélgica (Ultratop 50 da Flandres)                      | 1              |
| Bélgica (Ultratop 40 da Valônia)                       | 2              |
| Canadá (Canadian Albums Chart)                         | 1              |
| Coreia do Sul (Gaon Music Chart)                       | 7              |
| Dinamarca (Tracklisten)                                | 5              |
| Escócia (The Official Charts Company)                  | 1              |
| Espanha (Productores de Música de España)              | 4              |
| Eslováquia (IFPI Slovenská Republika)                  | 1              |
| Estados Unidos (Billboard 200)                         | 1              |
| Finlândia (IFPI Finlândia)                             | 4              |
| França (Syndicat National de l'Édition Phonographique) | 1              |
| Hungria (Magyar Hanglemezkiadók Szövetsége)            | 4              |
| Irlanda (Irish Recorded Music Association)             | 1              |
| Itália (Federazione Industria Musicale Italiana)       | 5              |
| Japão (Oricon)                                         | 28             |
| Noruega (VG-lista)                                     | 2              |
| Nova Zelândia (Recorded Music NZ)                      | 1              |
| Países Baixos (MegaCharts)                             | 1              |
| Polônia (Związek Producentów Audio Video)              | 6              |
| Portugal (Associação Fonográfica Portuguesa)           | 5              |
| Reino Unido (UK Albums Chart)                          | 1              |
| Chéquia (IFPI Česká Republika)                         | 1              |
| Suécia (Sverigetopplistan)                             | 4              |
| Suíça (Schweizer Hitparade)                            | 1              |
| Taiwan (Five Music)                                    | 1              |

| País (Empresa)       | Certificação |
| -------------------- | ------------ |
| Austrália (ARIA)     | 2× Platina   |
| Nova Zelândia (RMNZ) | Ouro         |
| Reino Unido (BPI)    | Prata        |